# Nunatak Benkovski

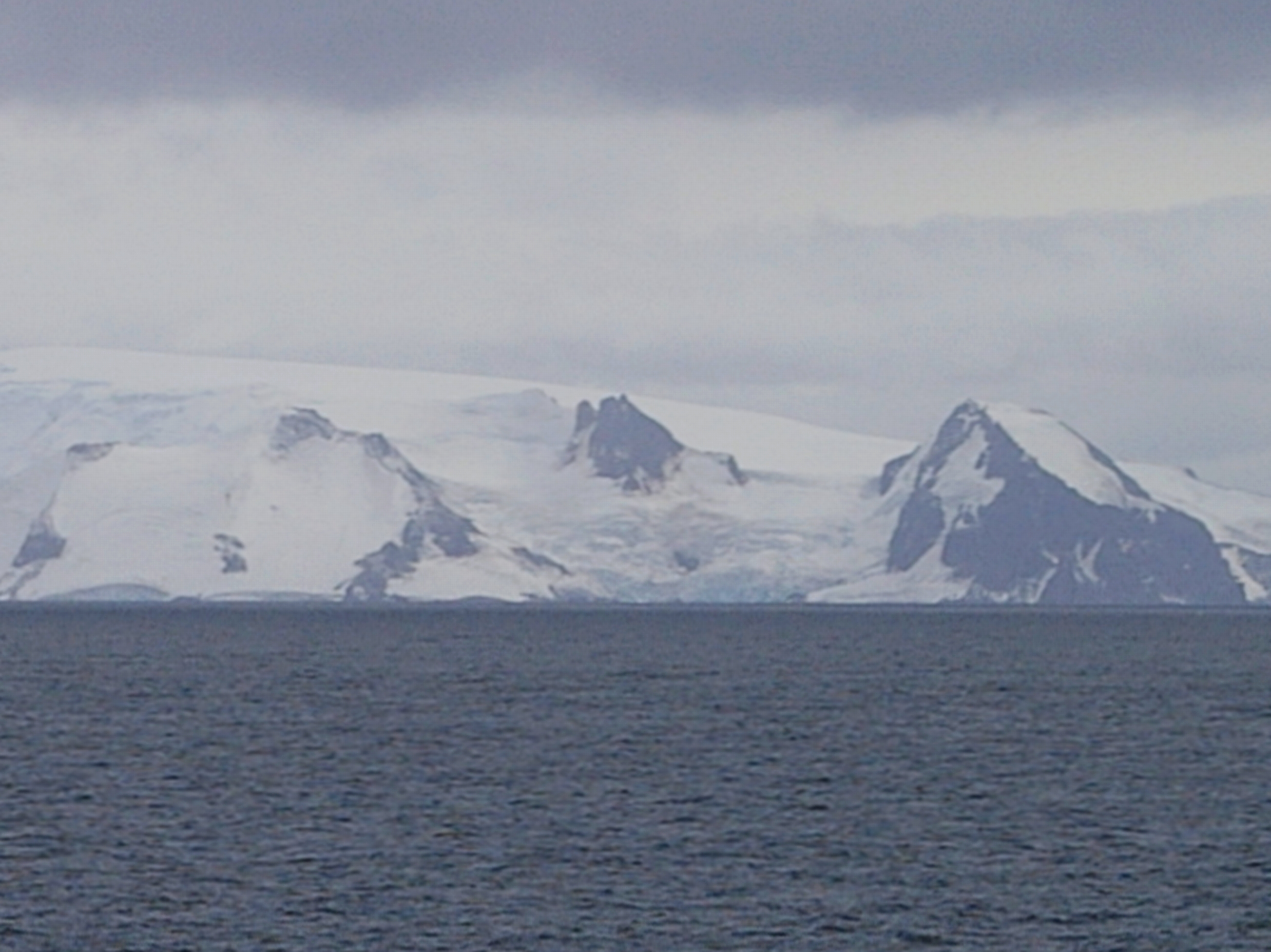
Benkovski Nunatak visto em 2006

Nunatak Benkovski é um pico rochoso de 450 metros de elevação, localizado na Ilha Greenwich. Situa-se a 920 metros de Bogdan Ridge, e 690 metros de Parchevich Ridge.
O pico tem esse nome em homenagem a Georgi Benkovski.

### Mapas
- L.L. Ivanov. Antarctica: Livingston Island and Greenwich, Robert, Snow and Smith Islands. Scale 1:120000 topographic map.  Troyan: Manfred Wörner Foundation, 2009.  ISBN 978-954-92032-6-4